# Cubaris cinchonae
Cubaris cinchonae är en kräftdjursart som beskrevs av Van Name 1936. Cubaris cinchonae ingår i släktet Cubaris och familjen Armadillidae. Inga underarter finns listade i Catalogue of Life.